# Antoni Bargalló
Antonio Bargalló Ferrer (? - Barcelona, juliol de 1912) Nascut a Espanya durant el s.XIX.
Antoni Bargalló va ser un músic, mestre de capella i organista català.
Va exercir a la basílica de Santa Maria del Mar de Barcelona des de 1897, aproximadament fins al 1900.
Va ser organista i professor d’orgue; va tenir d’alumne, d’entre d'altres, a Josep M Padró.
Apareix anomenat en un escrit del 1912, a causa de la seva mort. Es va designar a un substitut interí pel càrrec que ocupava; Pere Ros, el qual també va exercir d’organista.